# كارول دي. كيرنز
كارول دي. كيرنز هو مدرس وسياسي أمريكي، ولد في 7 مايو 1900 في يونغستاون في الولايات المتحدة، وتوفي في 11 يونيو 1976 في ميدفيل في الولايات المتحدة. نشط حزبياً في الحزب الجمهوري. وقد انتخب عضو مجلس النواب الأمريكي ‏.